# Romano Fenati
Romano Fenati, né le 15 janvier 1996 à Ascoli Piceno est un pilote de vitesse moto italien.

## Moto 3
Soutenu par la fédération italienne de motocyclisme, Romano Fenati s'engage avec le Team Italia FMI en championnat du monde, dans la nouvelle catégorie Moto3. Il dispose d'un châssis FTR, motorisé par Honda.

En 2012, à 16 ans, lors de son premier Grand Prix en nocturne sur le circuit de Doha au Qatar, il crée la sensation en menant l'épreuve pendant pratiquement la moitié du temps avant de céder face à Maverick Viñales. Trois semaines plus tard, sur le circuit de Jerez de la Frontera en Espagne, Romano Fenati remporte son premier Grand Prix dès sa seconde course avec plus de trente secondes d'avances sur le second. Il prend la tête du championnat avec dix points d'avance sur Maverick Viñales. Il chute au quatorzième tour du Grand Prix du Portugal à Estoril et au second tour du Grand Prix de France au Mans. Ces deux chutes le font rétrograder à la quatrième place du classement, vingt-deux points derrière Sandro Cortese. Il termine ensuite neuvième en Catalogne, septième en Grande-Bretagne, onzième aux Pays-Bas. Il ne marque aucun point en Allemagne et remonte sur le podium, à la deuxième place, en Italie. Il termine en sixième position du championnat.
La saison 2013 est décevante, car il n'enregistre aucun podium, sa meilleure position étant une cinquième place. Il termine dixième du classement final du championnat, avec 73 points.
Pour la saison Moto3 2014, Fenati signe avec Valentino Rossi et la Sky Racing Team VR46. C'est une saison difficile pour Fenati, qui marqué quatre podiums lors des six premières courses et a finalement enregistré quatre victoires au cours de la saison. Cependant, des résultats fluctuent l'ont finalement placé en cinquième position du championnat avec 176 points.
La saison 2015 est également en dessous des attentes, bien qu’il ait conservé une certaine régularité en terminant à huit reprises dans les cinq premiers, dont une victoire au Mans. De mauvaises qualifications ont entraîné la perte de points importants et il termine la saison avec 176 points, comme en 2014, mais avec une place de mieux au classement.
Il commence la saison 2016 avec une pole position au Qatar, mais termine que la quatrième place de la course. Il est ensuite vingtième en Argentine, avant sa première victoire de la saison aux États-Unis. Il est septième à Jerez, avant une deuxième place au Mans, perdant devant Brad Binder par 0,099 seconde. Fenati est en pôle à Mugello, mais n'a pas réussi à terminer la course. Il est quatrième en Catalogne et aux Pays-Bas, puis dix-huitième en Allemagne. Il est licencié de l'équipe Moto 3 financée par Valentino Rossi à la suite d'une altercation musclée avec son staff, en marge du Grand Prix d'Autriche. Une échauffourée qui l'empêche de défendre ses chances pour le titre de champion du monde de Moto3 et d'un guidon en Moto2 dans l'équipe la saison suivante. Le 16 août, l'équipe met fin à son contrat pour les saisons 2016 et 2017 en indiquant que des problèmes de comportement étaient en conflit avec la politique de l’équipe.
En 2017, il rejoint l'équipe de Marinelli Rivacold Snipers et connait sa meilleure saison : trois victoires et cinq deuxièmes places pour terminer deuxième du championnat Moto3.
En 2018, il monte en catégorie Moto2. Le 9 septembre, lors du Grand Prix de Saint-Marin, il est disqualifié après avoir appuyé sur le frein avant de son adversaire (Stefano Manzi) en pleine ligne droite à environ 200 km/h. Il est suspendu pour deux courses par la Fédération internationale, puis la Fédération italienne fait savoir qu'elle lui retire sa licence de pilote. Son écurie Marinelli Snipers décide de résilier son contrat, tandis que sa future équipe, Forward Racing, annule le sien. Après des excuses auprès du monde du sport pour son geste, il annonce dans la foulée qu'il se retire de la compétition motocycliste et qu'il va travailler dans la quincaillerie familiale avec son grand-père et sa mère,. Peu après, il est annoncé en Moto3 chez Snipers pour la saison 2019.

## Résultats en championnats

### Par saisons
(Mise à jour après le  Grand Prix moto de la Communauté valencienne 2021)
| Saison | Catégorie | Équipe                      | Moto      | Course | Victoires | Podiums | Poles | Meilleurs tours | Points | Position |
| ------ | --------- | --------------------------- | --------- | ------ | --------- | ------- | ----- | --------------- | ------ | -------- |
| 2012   | Moto3     | Team Italia FMI             | FTR Honda | 17     | 1         | 4       | 0     | 2               | 136    | 6e       |
| 2013   | Moto3     | Team Italia FMI             | FTR Honda | 17     | 0         | 0       | 0     | 0               | 73     | 10e      |
| 2014   | Moto3     | Sky Racing Team VR46        | KTM       | 18     | 4         | 6       | 0     | 3               | 176    | 5e       |
| 2015   | Moto3     | Sky Racing Team VR46        | KTM       | 18     | 1         | 3       | 1     | 1               | 176    | 4e       |
| 2016   | Moto3     | Sky Racing Team VR46        | KTM       | 9      | 1         | 2       | 2     | 2               | 93     | 10e      |
| 2017   | Moto3     | Marinelli Rivacold Snipers  | Honda     | 18     | 3         | 8       | 1     | 2               | 248    | 2e       |
| 2018   | Moto2     | Marinelli Snipers Moto2     | Kalex     | 12     | 0         | 0       | 0     | 0               | 14     | 21e      |
| 2019   | Moto3     | VNE Snipers                 | Honda     | 16     | 1         | 1       | 0     | 2               | 76     | 16e      |
| 2020   | Moto3     | Sterilgarda Max Racing Team | Honda     | 15     | 1         | 1       | 0     | 1               | 77     | 14e      |
| 2021   | Moto3     | Sterilgarda Max Racing Team | Honda     | 18     | 1         | 4       | 3     | 1               | 160    | 5e       |
| Total  |           |                             |           | 158    | 13        | 29      | 7     | 14              | 1229   |          |

### Par catégorie
(Mise à jour après le  Grand Prix moto de la Communauté valencienne 2021)
| Cat.  | Année               | 1er GP     | 1er Podium | 1re Victoire | Courses | Victoires | Podiums | Pole | M.tours¹ | Points | Titres |
| ----- | ------------------- | ---------- | ---------- | ------------ | ------- | --------- | ------- | ---- | -------- | ------ | ------ |
| Moto3 | 2012-2017,2019–2021 | Qatar 2012 | Qatar 2012 | Espagne 2012 | 146     | 13        | 29      | 7    | 14       | 1215   | 0      |
| Moto2 | 2018                | Qatar 2018 |            |              | 12      | 0         | 0       | 0    | 0        | 14     | 0      |
| Total | 2012-               |            |            |              | 158     | 13        | 29      | 7    | 14       | 1229   | 0      |

### Par Grand Prix
(Mise à jour après le  Grand Prix moto de Saint-Marin 2015)
| Grands Prix        | Circuits                      | Participations | Pole Positions | Meilleurs tours | Podiums | Victoires | Année de la victoire | Abandons | Points inscrits |
| ------------------ | ----------------------------- | -------------- | -------------- | --------------- | ------- | --------- | -------------------- | -------- | --------------- |
| Qatar              | Losail                        | 4              | 0              | 0               | 1       | 0         | -                    | 1        | 25 pts          |
| Austin             | Circuit des Amériques         | 3              | 0              | 0               | 1       | 0         | -                    | 1        | 28 pts          |
| Argentine          | Autódromo Termas de Río Hondo | 2              | 0              | 0               | 1       | 1         | 2014                 | 0        | 33 pts          |
| Espagne            | Jerez                         | 4              | 0              | 1               | 2       | 2         | 2012, 2014           | 0        | 67 pts          |
| Portugal           | Estoril                       | 1              | 0              | 0               | 0       | 0         | -                    | 1        | 0 pts           |
| France             | Le Mans                       | 4              | 0              | 0               | 1       | 1         | 2015                 | 2        | 34 pts          |
| Catalogne          | Barcelone                     | 4              | 0              | 0               | 0       | 0         | -                    | 0        | 27 pts          |
| Italie             | Mugello                       | 4              | 0              | 0               | 3       | 1         | 2014                 | 1        | 61 pts          |
| Grande-Bretagne    | Silverstone                   | 4              | 0              | 0               | 0       | 0         | -                    | 0        | 17 pts          |
| Pays-Bas           | TT Circuit Assen              | 4              | 0              | 1               | 0       | 0         | -                    | 0        | 17 pts          |
| Allemagne          | Sachsenring                   | 4              | 0              | 0               | 0       | 0         | -                    | 1        | 16 pts          |
| Indianapolis       | Indianapolis Motor Speedway   | 4              | 0              | 1               | 1       | 0         | -                    | 0        | 51 pts          |
| République tchèque | Brno                          | 4              | 0              | 1               | 0       | 0         | -                    | 0        | 23 pts          |
| Saint-Marin        | Misano                        | 4              | 0              | 0               | 1       | 0         | -                    | 1        | 41 pts          |
| Aragon             | Motorland Aragon              | 3              | 0              | 1               | 1       | 1         | 2014                 | 1        | 33 pts          |
| Malaisie           | Sepang                        | 3              | 0              | 0               | 0       | 0         | -                    | 1        | 7 pts           |
| Japon              | Motegi                        | 3              | 0              | 0               | 0       | 0         | -                    | 0        | 26 pts          |
| Australie          | Phillip Island                | 3              | 0              | 0               | 0       | 0         | -                    | 1        | 12 pts          |
| Valence            | Valence                       | 3              | 0              | 0               | 0       | 0         | -                    | 0        | 7 pts           |

### Résultats détaillés
| Année | Catégorie | Moto      | 1       | 2       | 3       | 4       | 5       | 6       | 7       | 8       | 9       | 10      | 11     | 12      | 13      | 14      | 15     | 16      | 17      | 18      | 19     | classement final | Points |
| ----- | --------- | --------- | ------- | ------- | ------- | ------- | ------- | ------- | ------- | ------- | ------- | ------- | ------ | ------- | ------- | ------- | ------ | ------- | ------- | ------- | ------ | ---------------- | ------ |
| 2012  | Moto3     | FTR Honda | QAT 2   | SPA 1   | POR Ab. | FRA Ab. | CAT 9   | GBR 7   | NED 12  | GER 24  | ITA 2   | IND 5   | CZE 8  | RSM 3   | ARA Ab. | JPN 10  | MAL 20 | AUS 6   | VAL 18  |         |        | 6e               | 136    |
| 2013  | Moto3     | FTR Honda | QAT 15  | AME Ab. | SPA 9   | FRA 7   | ITA Ab. | CAT 15  | NED 14  | GER 13  | IND 9   | CZE 18  | GBR 12 | RSM 10  | ARA 8   | MAL 9   | AUS 14 | JPN 5   | VAL 11  |         |        | 10e              | 73     |
| 2014  | Moto3     | KTM       | QAT 12  | AME 2   | ARG 1   | SPA 1   | FRA Ab. | ITA 1   | CAT 5   | NED 18  | GER Ab. | IND 2   | CZE 11 | GBR 16  | RSM 11  | ARA 1   | JPN 7  | AUS Ab. | MAL Ab. | VAL 14  |        | 5e               | 176    |
| 2015  | Moto3     | KTM       | QAT Ab. | AME 8   | ARG 8   | SPA 6   | FRA 1   | ITA 3   | CAT 8   | NED 5   | GER 4   | IND 4   | CZE 6  | GBR 12  | RSM 4   | ARA 3   | JAP 28 | AUS 6   | MAL 5   | VAL Ab. |        | 4e               | 176    |
| 2016  | Moto3     | KTM       | QAT 4   | ARG 20  | AME 1   | SPA 7   | FRA 2   | ITA Ab. | CAT 4   | NED 4   | GER 18  | AUT DNS | CZE    | GBR     | RSM     | ARA     | JAP    | AUS     | MAL     | VAL     |        | 10e              | 93     |
| 2017  | Moto3     | Honda     | QAT 5   | ARG 7   | AME 1   | SPA 2   | FRA Ab. | ITA 13  | CAT 2   | NED 2   | GER 2   | CZE 2   | AUT 13 | GBR 7   | RSM 1   | ARA 10  | JAP 1  | AUS 6   | MAL 7   | VAL 4   |        | 2e               | 248    |
| 2018  | Moto2     | Kalex     | QAT 24  | ARG 19  | AME 16  | SPA Ab. | FRA 7   | ITA Ab. | CAT Ab. | NED Ab. | GER 16  | CZE Ab. | AUT 11 | GBR C   | RSM DSQ | ARA     | THA    | JAP     | AUS     | MAL     | VAL    | 21e              | 14     |
| 2019  | Moto3     | Honda     | QAT 9   | ARG 16  | AME Ab. | SPA Ab. | FRA Ab. | ITA Ab. | CAT 7   | NED 11  | GER 4   | CZE 8   | AUT 1  | GBR Ab. | RSM DNS | ARA     | THA    | JAP Ab. | AUS 11  | MAL 12  | VAL 17 | 16e              | 76     |
| 2020  | Moto3     | Husqvarna | QAT 17  | SPA 13  | ANC 12  | CZE 9   | AUT 17  | STY 17  | RSM 8   | EMR 1   | CAT 6   | FRA Ab. | ARA 4  | TER 19  | EUR 13  | VAL 12  | POR 20 |         |         |         |        | 14e              | 77     |
| 2021  | Moto3     | Husqvarna | QAT 11  | DOA 10  | POR 7   | SPA 2   | FRA 10  | ITA 6   | CAT 11  | GER 13  | NED 3   | STY 3   | AUT 5  | GBR 1   | ARA 14  | RSM Ab. | AME 12 | EMI 7   | ALR 7   | VAL 12  |        | 5e               | 160    |

Notes :
- * Saison en cours

## Palmarès
(Mise à jour après le  Grand Prix moto de Saint-Marin 2015)
- 4 saisons
- 65 départs
- 2 départ de la première ligne
- 6 victoires
- 4 deuxième place
- 2 troisième place
- 12 podiums
- 5 meilleurs tours
- 49 arrivées dans les points
- 10 abandons
- Nombre de points gagnés en championnat du monde : 524

### Victoire en Moto3: 13
| Année | Lieu du Grand Prix                 | Circuit                               | Ville                |
| ----- | ---------------------------------- | ------------------------------------- | -------------------- |
| 2012  | Grand Prix moto d'Espagne          | Circuit permanent de Jerez            | Jerez de la Frontera |
| 2014  | Grand Prix moto d'Argentine        | Autódromo Termas de Río Hondo         | Santiago del Estero  |
| 2014  | Grand Prix moto d'Espagne          | Circuit permanent de Jerez            | Jerez de la Frontera |
| 2014  | Grand Prix moto d'Italie           | Circuit du Mugello                    | Mugello              |
| 2014  | Grand Prix moto d'Aragon           | Circuit Motorland Aragon              | Alcaniz              |
| 2015  | Grand Prix moto de France          | Circuit Bugatti                       | Le Mans              |
| 2016  | Grand Prix moto des Amériques      | Circuit des Amériques                 | Comté de Travis      |
| 2017  | Grand Prix moto des Amériques      | Circuit des Amériques                 | Comté de Travis      |
| 2017  | Grand Prix moto de Saint-Marin     | Misano World Circuit Marco Simoncelli | Misano               |
| 2017  | Grand Prix moto du Japon           | Circuit de Motegi                     | Motegi               |
| 2019  | Grand Prix moto d'Autriche         | Circuit de Spielberg                  | Spielberg            |
| 2020  | Grand Prix moto de Saint-Marin     | Misano World Circuit Marco Simoncelli | Misano               |
| 2021  | Grand Prix moto de Grande-Bretagne | Circuit de Silverstone                | Silverstone          |